# NK Inter Zaprešić
L'NK Inter Zaprešić és un club de futbol croat de la ciutat de Zaprešić.

## Història
El club va ser fundat l'any 1929 amb el nom NK Sava. Des d'aleshores els club ha rebut les denominacions:
- 1929-1932 NK Sava
- 1932-1945 HŠK Jelačić
- 1945-1962 NK Zaprešić
- 1962-1991 NK Jugokeramika
- 1991-2003 NK Inker Zaprešić
- 2003-avui NK Inter Zaprešić

A nivell esportiu, els seus majors èxits han estat la victòria de la Copa Croata de 1992, equip en el qual jugaven homes com Ivan Cvjetković, Krunoslav Jurčić i Zvonimir Soldo. La temporada 2004-05 fou segon a la lliga de primera divisió.

## Palmarès
- Lliga croata de futbol: 
  - 1991 (no oficial)
- Copa croata de futbol: 
  - 1992
- Segona Divisió croata de futbol: 
  - 2002-03, 2006-07, 2014-15

## Futbolistes destacats
Futbolistes de l'Inter que han estat internacionals. Entre parèntesis els anys al club.
| - Ivan Cvjetković (1991-93) - Krunoslav Jurčić (1991-93) - Zvonimir Soldo (1991-94) - Jozo Bogdanović (1992-95) - Nermin Šabić (1994-95) - Željko Adžić (1996-97) - Eduardo (2002-03) - Tomislav Dujmović (2003-05) |  | - Srđan Pecelj (2003-05; 2008-10) - Ivan Radeljić (2003-04; 2004-05) - Želimir Terkeš (2003-04) - Klemen Lavrič (2004) - Hrvoje Čale (2004-05) - Vedran Ćorluka (2004-05) - Luka Modrić (2004-05) - Damir Krznar (2004-10) |  | - Vedran Ješe (2005-06) - Veldin Karić (2005-07) - Petar Krpan (2006-07) - Dejan Lovren (2006-08) - Marijo Dodik (2008-09) - Saša Balić (2009-12) - Aleksandar Trajkovski (2010-11) - Nikola Pokrivač (2013) |  | - Nikola Šafarić (2015) - Ilija Nestorovski (2013-2016) - Jakov Filipović (2016-) |